# Sans-culotte

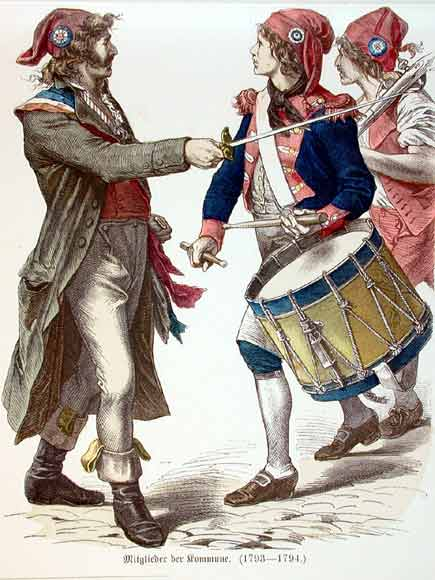
A sans-culotte (balra)

Sans-culotte (ejtsd: szankülot) heterogén összetételű, elsősorban kisiparosokból, kiskereskedőkből, bérmunkásokból álló társadalmi csoport, illetve e csoport tagja a francia forradalom ideje alatt Párizsban. Nevüket (térdnadrág-nélküliek) onnan kapták, hogy az úri viseletnek számító térdnadrág (culotte) helyett hosszú szárú nadrágot viseltek. Híres indulójuk a Ça Ira!, melynek modern feldolgozása is ismert.

## Történetük

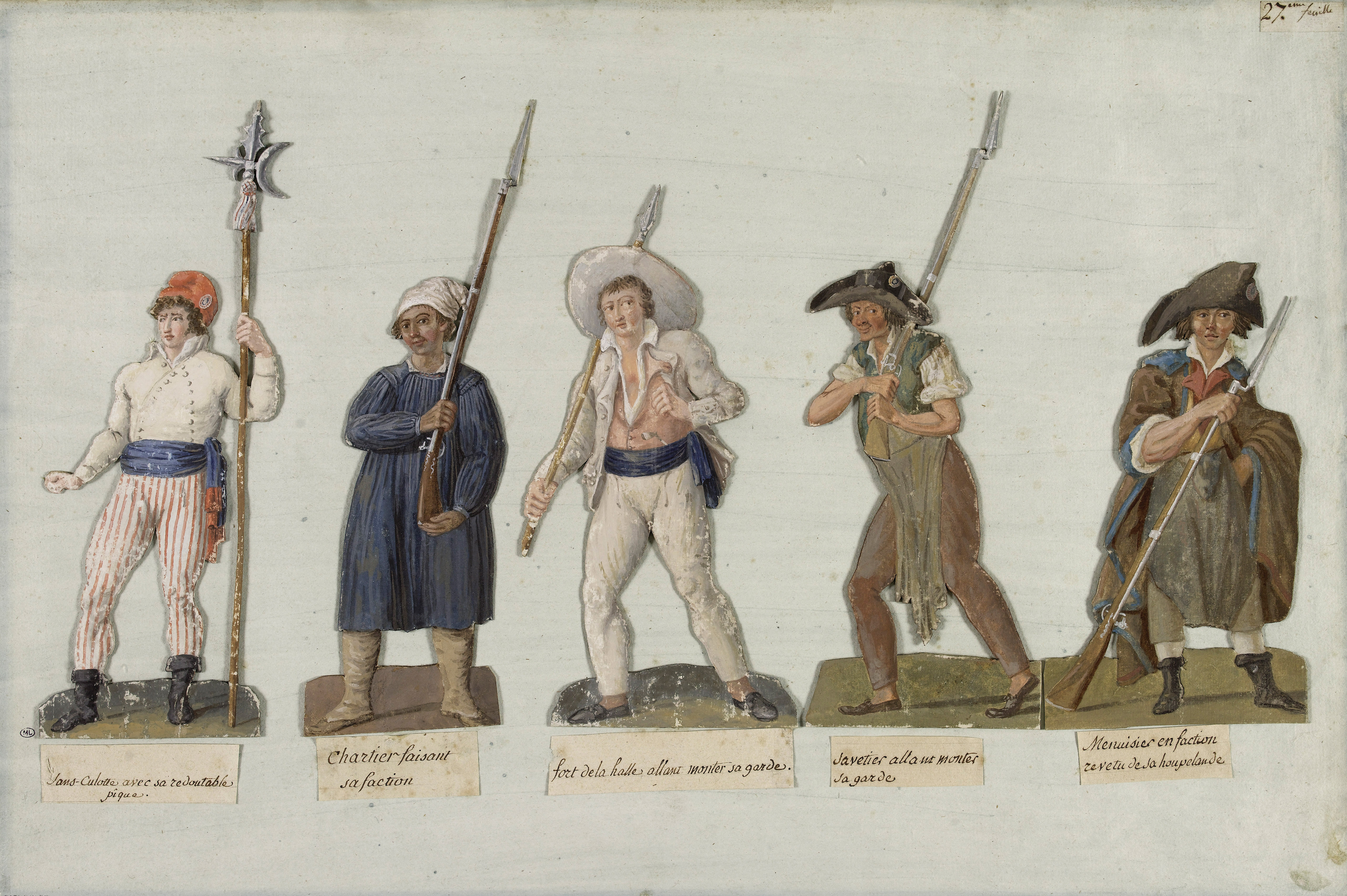
Sans-culotte fegyveresek

Főleg a francia forradalom kezdeti időszakának fordulópontjain játszottak kiemelkedő szerepet. A törvényhozó- és végrehajtó hatalomra irányuló nyomásgyakorlásuk miatt a forradalom folyamatosan radikalizálódott. Részt vettek a király Versailles-ból Párizsba hozatalában  1789. október 5-én; a monarchia megdöntésében 1792. augusztus 10-én; a börtönökben és kolostorokban végrehajtott 1792. szeptemberi tömeges mészárlásokban; a jakobinus hatalomátvételben 1793. június 2-án. Ellenőrzésük alatt tartották a Párizsi Községtanácsot (kommün) is, melyet felhasználva nyomást gyakoroltak a Nemzeti Konventre is. Kedvelt lapjuk a Marat által szerkesztett A nép barátja, illetve a Jacques Hébert által kiadott Le Père Duchesne volt. Leghíresebb vezetőjük François Hanriot volt. Kedvelt klubjuk, kvázi szerveződésük központja a Cordeliers klub volt.

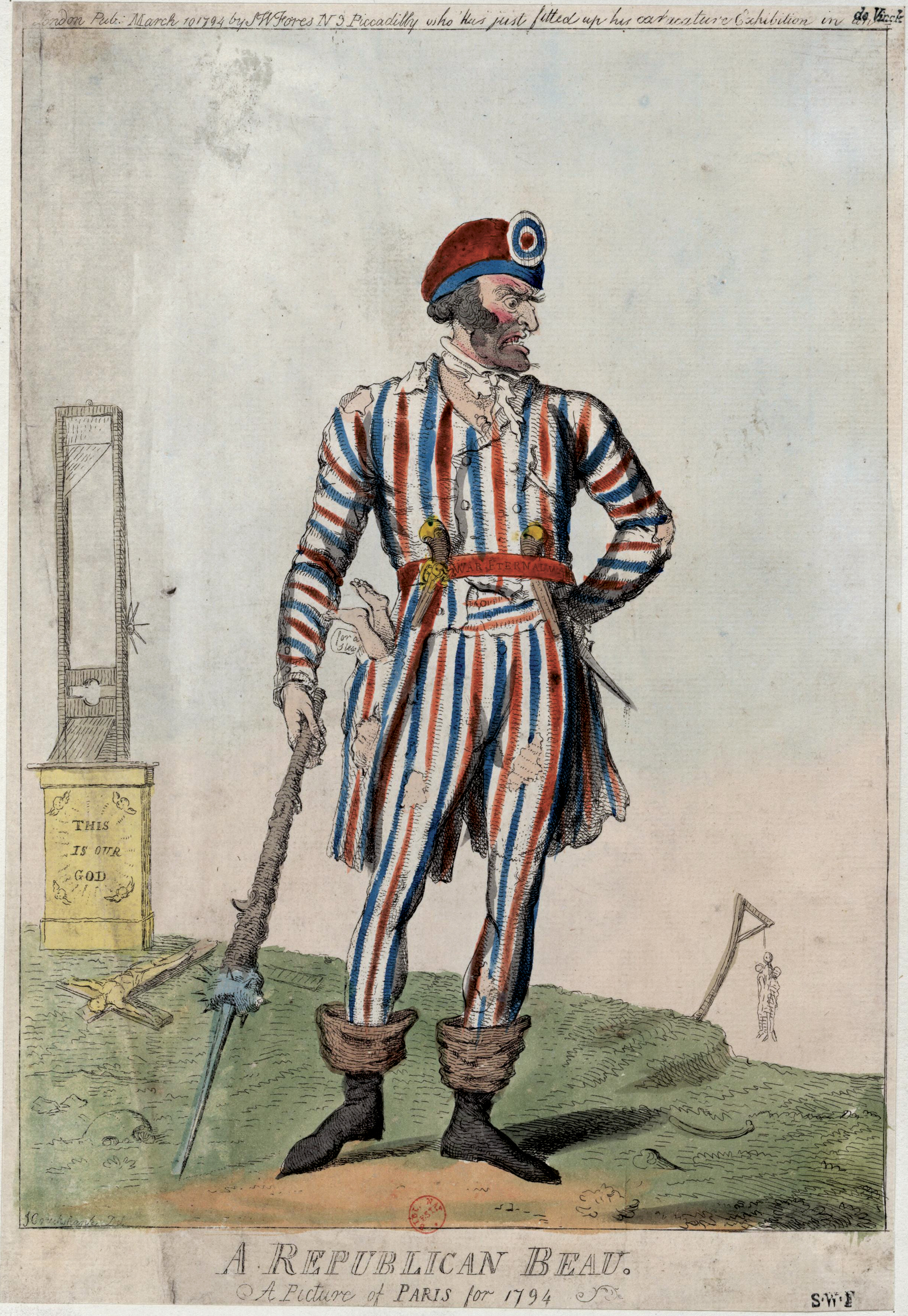
Sans-culotte trikolórba öltözötten

A jakobinus diktatúra szerepüket csökkenteni igyekezett, mivel a jakobinus központosítással szemben a sans-culotte-ok támogatták a közvetlen demokráciát. A Közjóléti Bizottság uralma alatt támogatásuk eleinte megoszlott Hébert és Robespierre között, Hébert kivégzése azonban sokukat elidegenítette a jakobinusoktól. A sans-culotte-ok egy része Robespierre mellé állt a thermidori államcsíny idején, fellépésük azonban eredménytelen volt. Az 1794-95-ös éhínség idején újra lázongani kezdtek (1795. április 1. germinali felkelés, 1795. május 20. prairiali felkelés), azonban mozgalmukat véresen leverték. A Direktórium időszaka alatt sikertelen kísérletek történtek újbóli aktivizálásukra (Babeuf-összeesküvés). A sans-culotte-ok, illetve hozzájuk csatlakozó jakobinusok újabb mozgolódásai végső soron hozzájárultak ahhoz, hogy az újabb terrortól rettegő Direktórium katonai diktátort keressen a kormányzati hatalom megőrzésének érdekében.

## Követeléseik és eredményeik
1793. szeptember 4-én a sans-culotte-ok megszállták a Párizsi Községházát, majd másnap Pache polgármester és Chaumette, a kommün ügyésze vezetésével behatoltak a Konvent ülésére. Petíciójukban az alábbiakban foglalták össze követeléseiket:
- a korábbi (ún. ci-devant) nemesek, papok, pénzemberek ne tölthessenek be kormányzati vagy igazságszolgáltatási hivatalt
- a létfontosságú élelmiszerek árát rögzítsék
- maximálják a nyersanyagok, a munkabérek, a kereskedelmi kamatok mértékét
- a földművesek, akik baleset miatt nem tudtak betakarítani, kapjanak kárpótlást a kincstárból
- a megyéknek utaljanak annyi pénzt, hogy biztosítani lehessen, hogy mindenhol ugyanannyiba kerüljenek az árucikkek
- a bérleti szerződések újrakötése, maximált bérleti díjakkal
- vagyonmaximálás, a bérbe vehető földek maximálása, a földbérlet díjának maximálása

A sans-culotte-ok nyomására a konvent hamarosan elfogadta az ún. gyanúsak törvényét (1793. szeptember 17.), mely kimondja, hogy az ún. gyanúsakat őrizetbe kell venni. A törvény értelmében az őrizetbe vettek listáját el kellett küldeni a Konvent közbiztonsági bizottságának, mely a terror központi szerve volt. A fogságba vetett gyanúsakat azután a Forradalmi Törvényszék elé állították. A gyanúsak törvénye így a „terror alaptörvénye” lett.
Ugyancsak a sans-culotte-ok nyomására a Konvent 1793. szeptember 29-én elfogadta az ún. általános maximum törvényét, melyben maximálták az alapvető élelmiszerek árát.